# 고미술 박물관
고미술 박물관(이탈리아어: Museo d'Arte Antica)은 이탈리아 북부 롬바르디아 주 밀라노의 스포르체스코성에 위치한 미술관이다.

## 전시
이곳에는 고대 후기와 중세, 르네상스 시대의 조각품이 다수 소장되어 있다. 박물관 내 여러 전시실은 프레스코화가 그려진 가운데 무기고, 태피스트리, 장례품을 전시하는 가운데, 미켈란젤로의 〈론다니니 피에타〉와 중세 시대에 제작된 문 2점도 함께 전시되어 있다.
전시실 가운데 '녹색 방' (Sala Verde)이라 부르는 공간에는 15세기~16세기 조각상, 스포르체스코성의 무기 소장품, 보시가 (via Bossi)에 있던 방코 메디체오의 문이 전시되어 있다. 이 가운데 무기 소장품은 조각상, 갑옷, 칼, 총기류 등이 중세부터 18세기까지 연대순으로 나열되어 있다.
또한 루도비코 스포르차의 요청으로 레오나르도 다 빈치가 설계하고 직접 그린 '판자의 방' (Sala delle Asse)도 이곳에 위치해 있으며, 밀라노 공국의 스포르차 가문 시대를 대표하는 작품으로 평가받고 있다.
- 방코 메디체오의 문

## 같이 보기
- 스포르체스코성